# Heilgeiststraße 89 (Stralsund)
Das Gebäude mit der postalischen Adresse Heilgeiststraße 89 ist ein denkmalgeschütztes Bauwerk in der Heilgeiststraße in Stralsund.

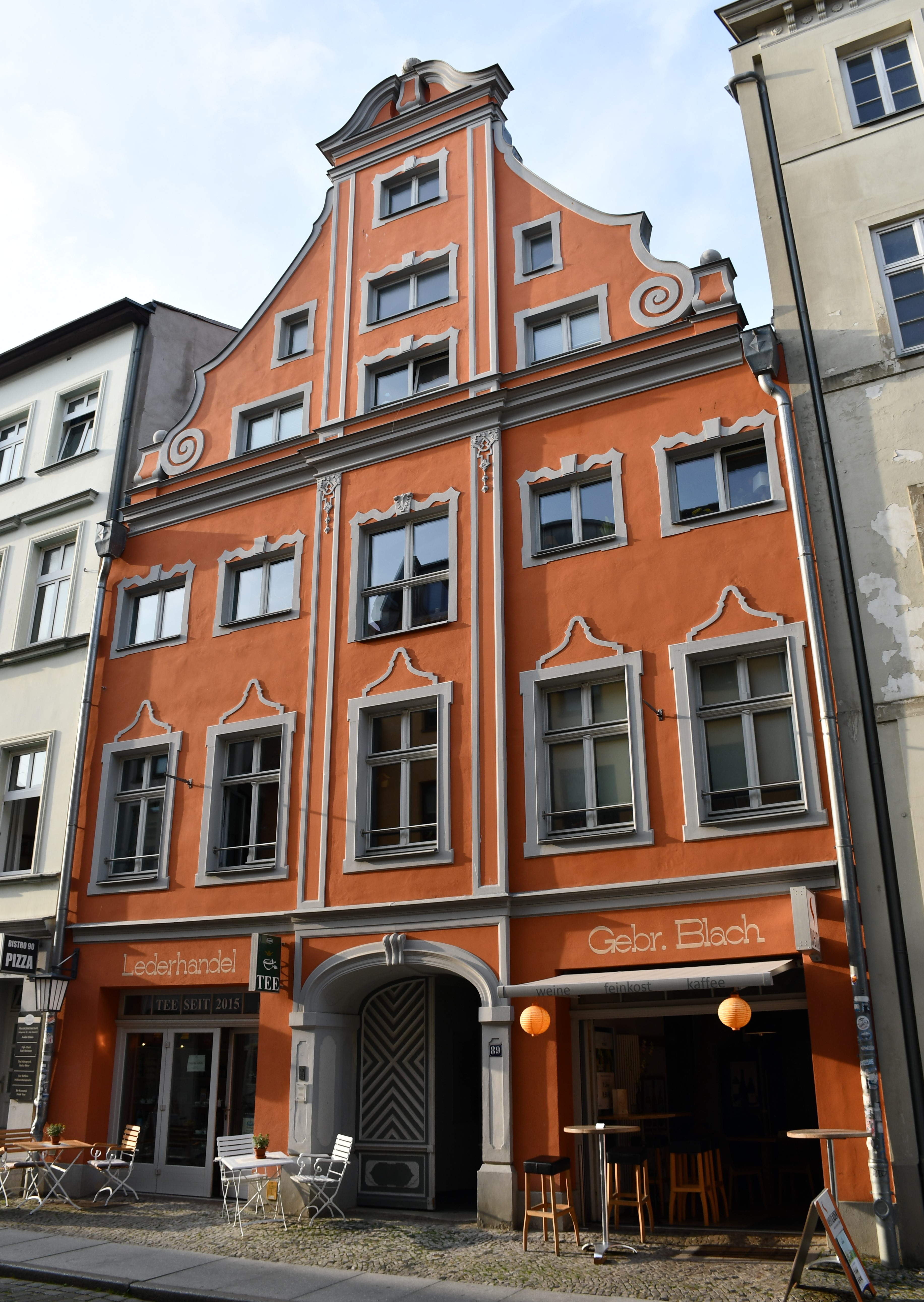
Das Haus Heilgeiststraße 89 in Stralsund (2023)

Der dreigeschossige und fünfachsige Putzbau mit geschweiftem Volutengiebel wurde in der ersten Hälfte des 18. Jahrhunderts errichtet. Die mittlere Achse beherbergt die korbbogige Portalnische, die im Original erhalten ist. Begleitende Kolossalpilaster betonen die Mittelachse; sie werden oberhalb des Hauptgesimses im Giebel weitergeführt.
Das Haus liegt im Kerngebiet des von der UNESCO als Weltkulturerbe anerkannten Stadtgebietes des Kulturgutes „Historische Altstädte Stralsund und Wismar“. In die Liste der Baudenkmale in Stralsund ist es mit der Nr. 346 eingetragen.
Vor dem Haus sind vier Stolpersteine in den Gehweg eingelassen, sie erinnern an Carl-Philipp, seine Söhne Gerd und Hans Blach (beide in Auschwitz ermordet) sowie Jenny Reupert (siehe Liste der Stolpersteine in Stralsund). Im Eingangsbereich befindet sich eine Ausstellung über die  Geschichte dieses Hauses, welches von 1883 bis 1934 mit einem Lederwarenhandel in jüdischem Besitz  und bis 1938 dort an die Familie Blach vermietet war.